# Ханьбань
Ханьба́нь (кит. 国家汉办, пин. Guójiā hànbàn, палл. Гоцзя ханьбань) — сокращённое название Канцелярии Международного Совета китайского языка. Организация, подчинённая непосредственно Министерству Образования КНР, в задачи которой входят предоставление образовательных ресурсов и услуг по распространению китайского языка и национальной культуры за рубежом для осуществления цели совместного развития культурного многообразия и строительства гармоничного мира.

## История
Канцелярия Международного Совета китайского языка была основана в 1987 году как рабочий орган при Государственном совете по распространению китайского языка, сформированным руководителями 11 министерств Государственного Совета. Канцелярия является некоммерческой организацией и находится под непосредственным подчинением у Министерства Образования КНР.
В 2002 году КНР начала подготовку кампании по распространению китайского языка за рубежом. С 2004 года, основываясь на опыте Немецкого института им. Гёте, Французского института, Испанского института им. Сервантеса и других учреждениях, специализирующихся на преподавании национального языка как иностранного за рубежом,  Китай основал сеть некоммерческих учреждений — центров преподавания китайского языка и распространения национальной культуры — Институтов Конфуция. 
Канцелярия Международного Совета китайского языка является штаб-квартирой Институтов Конфуция и постоянным органом, курирующим деятельность сети Институтов Конфуция по всему миру. К 2020 году, за историю существования Институтов Конфуция, в 162 странах регионов Азии, Африки, Америки, Европы и Океании был создано более 500 центров изучения китайского языка как иностранного.

## Функции
- Поддержка и расширение преподавания китайского языка и распространения китайской культуры в образовательных учреждениях за рубежом;
- Определение, совершенствование и развитие международных стандартов преподавания китайского языка, возможностей обучения за рубежом, разработка универсальной образовательной программы;
- Отбор и подготовка преподавателей и волонтёров-носителей языка;
- Разработка и проведение HSK (汉语水平考试) — экзамена на знание китайского языка (для иностранцев);
- Развитие программы Института Конфуция для иностранных докторантов (Confucius China Studies Program — 孔子新汉学计划) в рамках поддержки исследования Китая;
- Определение порядка предоставления стипендии Института Конфуция, а также развитие и проведение конкурса «Китайский мост» и серии других специальных мероприятий;
- Создание международной сети центров преподавания китайского языка, предоставление цифровых ресурсов и платформы для теле- и радиовещания на китайском языке за рубежом[6].